# 信濃常盤站
信濃常盤站（日语：／ Shinano-Tokiwa eki */?）是位於長野縣大町市常盤，屬於東日本旅客鐵道（JR東日本）的大糸線車站。車站編號是25。

## 歷史
- 1915年（大正4年）11月2日：信濃鐵道（日语：信濃鉄道） 信濃松川站至佛崎站（現時已廢止）之間開通，此站啟用。當時車站名為常盤站（日语：／）[3]。為旅客車站。
- 1926年（大正15年）1月8日：信濃鐵道全線電氣化，旅客列車使用電動列車[3]。
- 1937年（昭和12年）6月1日：信濃鐵道被國有化，成為大糸南線[6]。同時車站改名為信濃常盤站[1]，開始起卸貨物業務。
- 1957年（昭和32年）8月15日：中土站至小瀧站之間開通，全線開通並改名為大糸線[3]。
- 1960年（昭和35年）9月：松本站至信濃大町站之間的貨物列車電氣化[7]。
- 1985年（昭和60年）：成為無人車站[1]。
- 1987年（昭和62年）4月1日：伴隨國鐵分割民營化，車站由東日本旅客鐵道（JR東日本）營運[8][9]。
- 2005年（平成17年）12月：重建簡易車站大樓[1]。

## 車站構造
本站是設有2面2線相對式月台的地面車站，可進行列車交會。兩月台之間透過站內平交道連接。通常列車會使用靠近站房一方的月台。

此站是由信濃大町站管理的無人車站，站內設有自動售票機和候車室。月台上設有「餓鬼岳下車站」的牌，由此站前往登山口只能利用計程車前往。

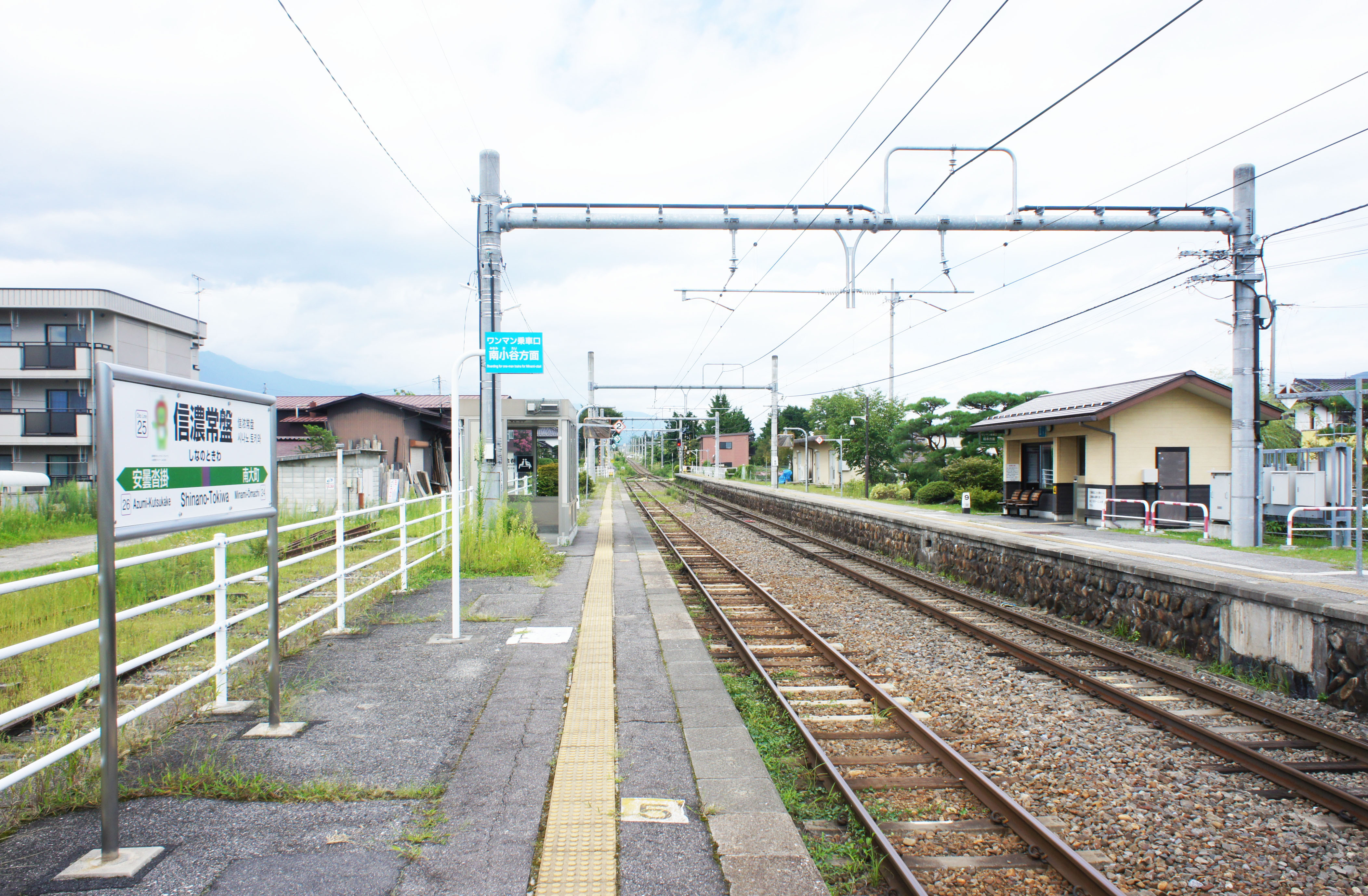
月台（2021年8月）
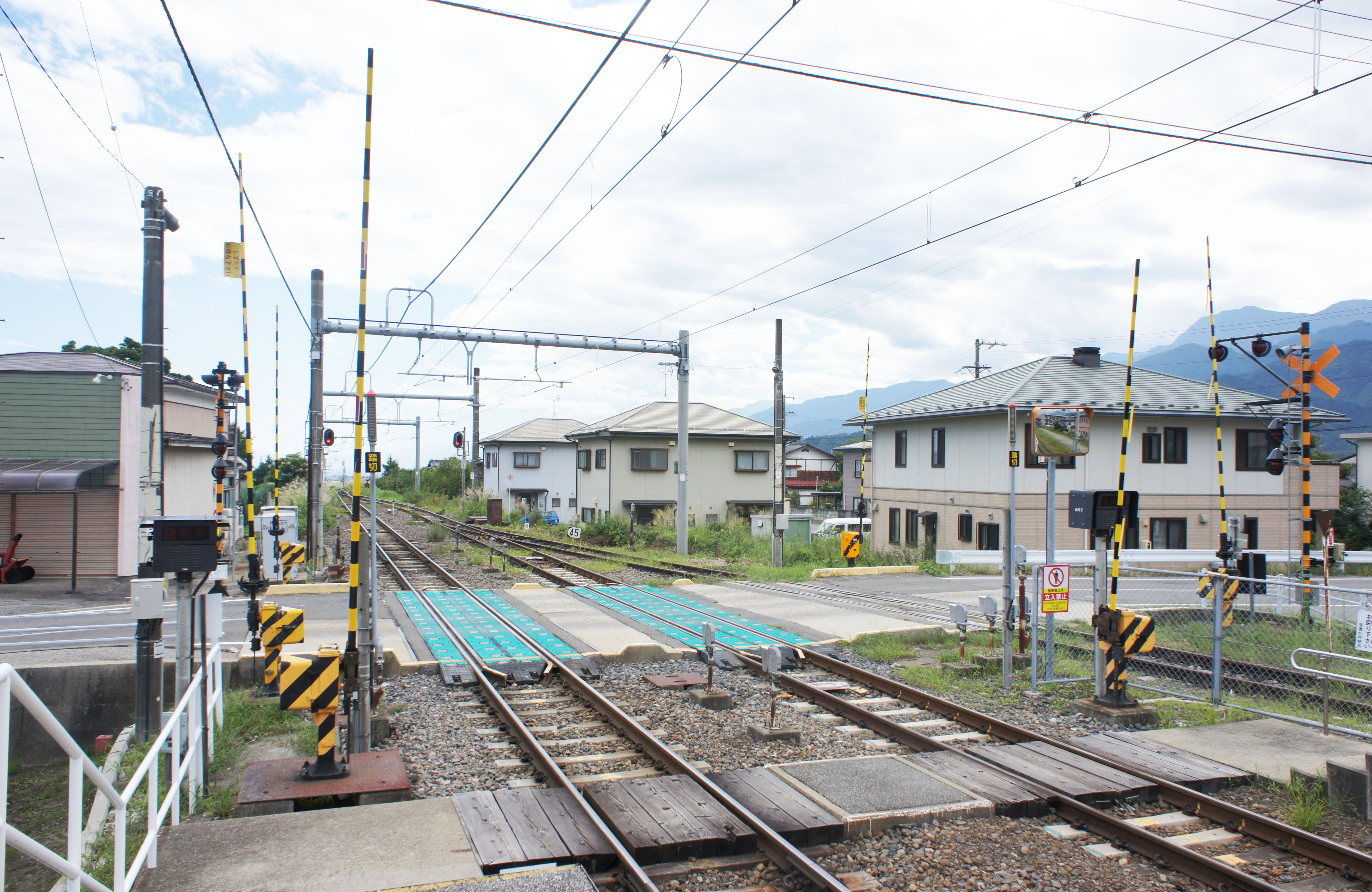
平交道（2021年8月）

### 月台
| 月台 | 路線    | 上下行 | 方向               |
| ---- | ------- | ------ | ------------------ |
| 1    | ■大糸線 | 上行   | 松本方向           |
| 1    | ■大糸線 | 下行   | 信濃大町、白馬方向 |
| 2    | ■大糸線 | 下行   | 信濃大町、白馬方面 |

## 使用狀況
根據「長野縣統計書」，以下為1日平均乘車人次資料：
- 2007年度 - 244人[1]
- 2009年度 - 234人[1]
- 2010年度 - 241人[11]
- 2011年度 - 245人[4]

## 車站周邊
- 大町南小學
- 富士弦（日语：フジゲン）大町工場
- 高瀨川（日语：高瀬川 (長野県)）
- 國道147號（日语：国道147号）

## 相鄰車站
東日本旅客鐵道（JR東日本）
■大糸線
快速（只有上行1班）
信濃松川（27）←信濃常盤（25）←信濃大町（23）
普通
安曇沓掛（26）－信濃常盤（25）－南大町（24）

## 注腳
1. 1 2 3 4 5 6 7 8 9 10 11 12 13 14 15  信濃毎日新聞社出版部. . 信濃毎日新聞社. 2011-07-24: 108. ISBN 9784784071647 （日语）.
2. ↑  大町市史編纂委員會 《大町市史 第四巻 近代・現代》 大町市，1985年9月1日。
3. 1 2 3 4  《東筑摩郡松本市塩尻市誌 第三巻 現代下》 東筑摩郡，松本市，鹽尻市鄉土資料編纂會，1965年。
4. 1 2  長野縣統計書
5. 1 2   (PDF) (新闻稿). 東日本旅客鉄道長野支社. 2016-12-07  [2016-12-08]. （原始内容 (PDF)存档于2016-12-08） （日语）.
6. ↑  . 週刊朝日百科. 36号 松本駅・穂高駅・姨捨駅ほか70駅. 朝日新聞出版. 2013-04-21: 24 （日语）.
7. ↑  大町市史編纂委員会 『大町市史 第五巻 民俗・観光』 大町市、1984年7月1日。
8. ↑  《交通年鑑 昭和63年版》交通協力會，1988年3月。
9. ↑  今村都南雄 《民営化の效果と現実NTTとJR》 中央法規出版，1997年8月。ISBN 978-4805840863
10. 1 2 3  . 東日本旅客鉄道.   [2019-08-19]. （原始内容存档于2019-08-19） （日语）.
11. ↑  長野県統計書（平成22年度版） （页面存档备份，存于） - 長野県

## 外部連結
- 車站資訊（信濃常盤）：東日本旅客鐵道（日語）